# Silvio Brioschi
Silvio Brioschi (Muggiò, 26 settembre 1910 – ...) è stato un calciatore e allenatore di calcio italiano, di ruolo mediano.

## Carriera

### Giocatore
Dal 1928 al 1935 disputa sette campionati di Prima Divisione con la maglia della Salernitana per un totale di 141 presenze e 20 reti.
Nel 1935 passa al Messina dove disputa tre campionati di Serie B per un totale di 84 presenze. Milita successivamente nel Foligno e nel Grifo Cannara.

### Allenatore
Allenò per una stagione l'Arsenale Messina, la Casertana e la Paganese.